# Abd al-Aziz ibn Shu'ayb
Abd al-Aziz ibn Shu'ayb ou Abd el-Aziz ibn Shu'ayb (en arabe : عبد العزيز بن شعيب بن عمر القرطبي البلوطي) est le dernier émir de Crète, de 949 à 961, date de la reconquête de l'île par l'Empire byzantin. Il est parfois connu dans les sources byzantines sous le nom de Kouroupas.

## Biographie
Les informations sur sa vie sont parcellaires. Grâce à quelques preuves numismatiques, il est possible de dire qu'il est le fils de l'émir Shu'ayb II, qui règne vers 940-943, lui-même descendant de Abou Hafs, conquérant et fondateur de l'émirat de Crète en 827. Abd el-Aziz commence à régner vers 949, après la mort de son oncle, Ali. Son surnom de Kouroupas provient certainement d'une déformation de l'arabe al-Qurtubi, soit de Cordoue, qui fait référence à l'origine andalouse des émirs de Crète. Selon l'historien al-Nowaïri, il reçoit trois ambassades de l'empereur byzantin Romain II, qui souhaite conclure une paix en échange du paiement d'un tribut, certainement dans la perspective de préparer une opération de reconquête, qui est un but constant des Byzantins depuis la perte de l'île en 827. Toutefois, ces ambassades sont certainement une invention ultérieure. L'objectif de la reprise de l'île lui, est bien réel. C'est Nicéphore Phocas qui est chargé de diriger l'expédition en 960. Abd el-Aziz tente d'appeler à l'aide, notamment en direction de l'Egypte mais il ne reçoit pas de renforts et dès le débarquement des Byzantins, ses troupes sont vaincues et il est contraint de s'enfermer dans Chandax, la capitale de l'île, soumise à un siège de plusieurs mois. Finalement, Nicéphore parvient à prendre la ville d'assaut et à faire prisonnier l'émir, décrit comme pâle, chauve et malade par Léon le Diacre, qui souligne malgré tout son éloquence. 
Abd el-Aziz est emmené à Constantinople où il est contraint de défiler lors du triomphe qui célèbre la reprise de l'île en 961. Néanmoins, il est bien traité et reçoit des propriétés sur les terres de l'Empire mais il refuse de se convertir au christianisme, contrairement à l'un de ses fils, Anemas, qui rentre au service de l'armée byzantine. Certains historiens postulent qu'il aurait donné son nom à la famille byzantine homonyme.